# Broadway Tower
La Broadway Tower è una costruzione architettonica di tipo decorativo situata nei pressi di Broadway, nel Worcestershire, completata nel 1799.

## Storia
Venne costruita su Fish Hill, uno dei punti più alti (312 m s.l.m.) delle colline dei Cotswolds, nell'Inghilterra sudoccidentale. La torre, alta circa 17 metri, fu progettata da James Wyatt per assomigliare a un castello, senza esserlo per davvero; fu costruita per Lady Coventry su una collina usata per segnalazioni a distanza da dove, in giornate particolarmente nitide, si possono vedere fino a sedici contee. Venne costruita perché Lady Barbara Coventry, moglie di George William, sesto conte di Coventry, voleva sapere se fosse possibile vedere le sue tenute a Cotswold da casa sua a Croome Court: venne quindi acceso un faro in cima a Fish Hill la cui luce risultò visibile da Croome Court. Il conte fece quindi costruire la torre per celebrare l'evento. Per realizzarla venne incaricato l'architetto paesaggista Lancelot Brown, noto per i suoi giardini paesaggistici, ma morì nel 1783 e la torre fu progettata e costruita principalmente da James Wyatt, e terminata nel 1799.
La torre è un tipico esempio di neogotico in voga nel XVIII secolo. Compare in alcuni lungometraggi cinematografici come Sherlock Holmes, The Gemini Factor, Interceptor, Crush con Andie McDowell.